# 치아파스 FC

치아파스 FC(Chiapas F.C.)는 멕시코 치아파스주 툭스틀라구티에레스를 연고로 하던 축구 클럽이다.

## 역사
2002년 6월 27일에 하과레스 데 치아파스(Jaguares de Chiapas)라는 이름으로 창단되었으며 코파 치아파스에서 3차례의 우승(2003년, 2005년, 2007년)을 차지했다. 2013년 5월 20일에 하과레스 데 치아파스가 그루포 델피네스(Grupo Delfines)에 매각되면서 연고지를 케레타로로 이전했다. 이에 따라 케레타로 FC는 2012-13 리가 MX 시즌이 종료된 이후에 아센소 MX로 강등되었다.
2013년 5월 28일에는 산루이스포토시에 연고를 두고 있던 축구단인 산루이스 FC가 연고지를 툭스툴라구티에레스로 이전하면서 치아파스 FC로 이름을 바꾸기로 결정했다. 2016-17 클라우수라 시즌이 종료된 이후에 2017년 6월 8일을 기해 해산되었다.

## 선수 명단

### 현역
참고: FIFA 자격 규정에 따라 소속된 국가대표팀 국기를 표시합니다. 선수는 복수의 FIFA 비회원국 국적을 가지고 있을 수 있습니다.
| 번호 | 포지션 | 국적     | 이름            |
| ---- | ------ | -------- | --------------- |
| 9    | FW     | 콜롬비아 | 클린스만 칼데론 |

| 번호 | 포지션 | 국적 | 이름 |
| ---- | ------ | ---- | ---- |

## 역대 감독
| 감독               | 임기        |
| ------------------ | ----------- |
| 미겔 앙헬 브린디시 | 2008 ~ 2009 |
| 리카르도 라볼페    | 2015 ~ 2016 |
| 호세 카르도소      | 2016        |

틀:치아파스 FC 선수 명단